# Теофілу-Отоні (мікрорегіон)
Теофілу-Отоні (порт. Microrregião de Teófilo Otoni) — мікрорегіон в Бразилії, входить в штат Мінас-Жерайс. Складова частина мезорегіону Валі-ду-Мукурі. Населення становить 253 658 чоловік на 2006 рік. Займає площу 11 608,785 км². Густота населення — 21,9 чол./км².

## Склад мікрорегіону
До складу мікрорегіону включені наступні муніципалитети:
1. Аталея
2. Катужи
3. Франсіскополіс
4. Фрей-Гаспар
5. Ітайпе
6. Ладаїнья
7. Малакашета
8. Нову-Орієнті-ді-Мінас
9. Ору-Верді-ді-Мінас
10. Паван
11. Поте
12. Сетубінья
13. Теофілу-Отоні

| Бразилія | Це незавершена стаття з географії Бразилії. Ви можете допомогти проєкту, виправивши або дописавши її. |